# アジアインフラ投資銀行
アジアインフラ投資銀行（アジアインフラとうしぎんこう、英: Asian Infrastructure Investment Bank, AIIB、中: 亚洲基础设施投资银行, 亞洲基礎設施投資銀行）は、アジアの経済的および社会的成果をまとめて改善することを目的とした国際開発金融機関である。
中華人民共和国が2013年に提唱し、主導する形で発足した。「合計の出資比率が50%以上となる10以上の国が国内手続きを終える」としていた設立協定が発効条件を満たし、2015年12月25日に発足し、2016年1月16日に開業式典を行った。
57か国を創設メンバーとして発足し、2017年3月23日に加盟国は70か国・地域となって、アジア開発銀行の67か国・地域を超えた。2023年6月時点で92か国・地域が加盟しており、他に14か国・地域が加盟候補となっている。一方で日本やアメリカ合衆国などは参加を見送っている。創設時の資本金は1,000億ドルである。

## 概要

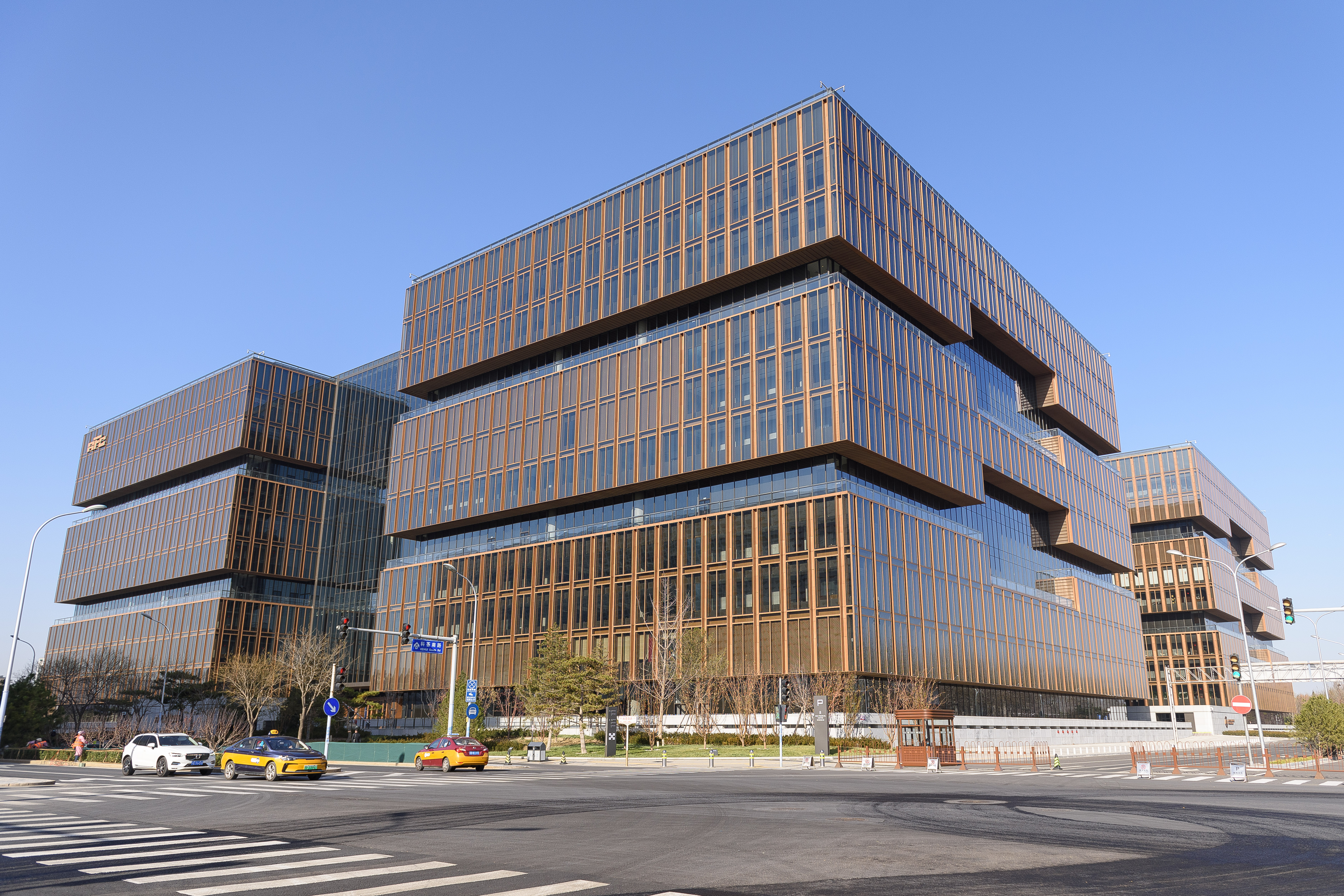
本部

アメリカと日本が主導するアジア開発銀行（ADB）では賄いきれない、増大するアジアにおけるインフラストラクチャー整備のための資金ニーズに、代替・補完的に応えるということを目的として、中国が設立を提唱した。中国には「シルクロード経済ベルト」として活性化することを目指す「一帯一路」構想があり、この構想を実現するためのインフラ整備の金融支援の役割を、AIIBが担うと期待される。
2016年6月に行われた最初の年次総会で決まった第1号案件は単独融資はバングラデシュのみで、覚書を交わしていたADBとはパキスタン、世界銀行とはインドネシア、欧州復興開発銀行とは中央アジアでの協調融資となった。2016年に決まった融資案件9件のうち3件のみ単独融資だった。2017年に中国向けでは初となる融資を発表した。
読売新聞がAIIBホームページから集計した投融資実績は、上記のように2016年が9件（うち単独案件3件）約17億ドル、2017年は15件（同3件）約25億ドル、2018年が11件（同5件）約33億ドル。3年間合計で35件（同11件）約75億ドルで、年間100億ドルという目標に達していない。AIIBの広報担当者は、全ての案件を持続可能性の観点で選別していると説明している。一方で『読売新聞』は、一帯一路と関連したAIIBの融資を受けることで、中国の影響力下に置かれる借金漬け外交を警戒する国が多いことが、投融資目標未達の背景にある可能性があると分析している。

## 機構

### 条規
AIIBは「AIIB協定書（英: AIIB Articles of Agreement, 中: 亚洲基础设施投资银行协定）」によって、規定されている。2015年6月29日に署名・調印された。11章、60条で構成されている。

### 構成
AIIBは以下で構成している。
- 理事会（Board of governors）

加盟国全てが参加するとされ、最高意思決定機関と定義されている。ただ、董事会へ権限を委ねることが出来るとされていることと、下記への決定権は無いとされており、権限は乏しい。
新規加盟国の受入決定・加盟国の資格停止・行長の選出等には権限は無い。
- 董事会（Board of directors：取締役会とも訳される）

初代理事は12名で構成され、地域内構成国から9名、地域外構成国から3名とする。
- 行長（President：総裁とも訳される）・副行長（Vice-President：副総裁とも訳される）

「行長」は域内構成国から選出すると規定され、任期は5年で連続10年まで就任可としている。
世銀やADBでは理事が本部に常駐しているが、中国側は「組織運営の効率化」を理由に、本部を置く北京に理事を常駐させない方針としている。

### 議決権
AIIBの議決権は以下の3つに大別され、中華人民共和国は総数で26%以上を保有する計算となっている。
- 基本議決権（Basic Votes）：
- 比例議決権（Share Votes）：
- 創設メンバー議決権（Founding Member Votes）：

### 公用語
公用語は英語とされているが、全ての文書は中国語・英語・フランス語で作成するとしている。上述の「AIIB協定」も3か国語で公表されている。

## 沿革
- 2013年10月3日 - 習近平国家主席（党総書記）がインドネシア国会での演説で21世紀海上シルクロードとともに提唱[21]。
- 2014年
  - 4月 - 李克強国務院総理がボアオ・アジア・フォーラム（BFA）第13回年次総会で参加を呼びかける。
  - 10月24日 - 北京に21か国が集まり、設立の覚書（MOU）に調印（中国が設立メンバーの締め切りを2015年3月末としているため、この月の駆け込み参加表明が多くなる）。
- 2015年
  - 3月12日 - イギリス外務省が、G7では初の参加を表明[22]。
  - 3月16日 - フランス、ドイツ、イタリアの参加が報じられた[23]。
  - 3月20日 - 中華人民共和国財政部長は、今月末の申請期限を過ぎても日本とアメリカ合衆国の参加を待ち続けると表明[24]。
  - 3月26日 - 韓国が参加表明[25]。
  - 3月28日 - ロシア、ブラジルが参加表明[26]。
  - 3月29日 - オーストラリアが参加表明[27]。
  - 3月31日 - エジプト、スウェーデンが参加表明[28]。
  - 4月15日 - 中華人民共和国財政部が創設メンバー国57か国を発表[29]。
  - 6月29日 - 北京市の人民大会堂で設立協定の調印式[19]。創設メンバー57か国のうちフィリピン、デンマーク、クウェート、マレーシア、ポーランド、南アフリカ、タイ王国の7か国は、調印・署名を見送り[30][31]。なお、中国財政部は「手続きが終わっていない一部の国は、年末までに署名できる」と説明している[32]。
  - 8月21日 - 調印を見送っていたマレーシアが署名[33]。
  - 9月30日 - 調印を見送っていたタイ王国が署名[34]。
  - 10月9日 - 調印を見送っていたポーランドが署名[35]。
  - 10月27日 - 調印を見送っていたデンマークが署名[36]。
  - 12月3日 - 調印を見送っていた南アフリカが署名[37]。
  - 12月4日 - 調印を見送っていたクウェートが署名[38]。
  - 12月25日 - 17か国が批准したことで出資比率が50%を超え、正式に発足[2][39]。参加を表明した57か国のうちフィリピンを除く56か国が調印を完了した[40]。
  - 12月31日 - 調印を見送っていたフィリピンが署名することを発表[41][42]。
- 2016年
  - 1月16日 – 開業[1][4]。創立57か国が拠出する資本金計1,000億ドル[10]。約30%を中国が拠出し重要案件決定の拒否権を持つ[43][44]。
  - 6月25日 - 中国・北京で第1回年次総会[45]。
- 2017年6月16日 - 韓国・済州島で第2回年次総会[46]。
- 2018年6月25日 - インド・ムンバイで第3回年次総会[47]。
- 2019年7月13日 - アジア域外では初のルクセンブルクで第4回年次総会[48]。
- 2024年9月26日 - ナウルが新たに加盟し、AIIBの加盟国・地域の総数が110となった[49]。
- 2025年3月31日 - 中国は次期総裁に鄒加怡（中国語版）の擁立を発表。金立群は2026年1月に退任[50]。

## 参加

アジアインフラ投資銀行の加入国（2019年10月31日）
域内の署名国
域内の批准国
域外の署名国
域外の批准国

2015年3月末までに57か国がAIIBへの参加を表明した。当初、東アジア、東南アジアの国々のみ参加すると憶測されていたが、実際にはイギリス、ドイツ、フランス、イタリア、スペインなど北ヨーロッパ・東ヨーロッパ・中央ヨーロッパ・南ヨーロッパ・西ヨーロッパの国々、オーストラリアやニュージーランドなどオセアニア諸国、北アメリカのカナダなど六大州が参加することになった。東半球から西半球までアジア域外の国々にも参加やインフラ投資の動きを拡大していることに関して、AIIB行長の金立群は「AIIBのAはアジアだけでなく、アフリカやアメリカの略でもある」と発言している。
AIIBの特徴としては、ADBに加盟していなかったサウジアラビア、イスラエル、イラン、アラブ首長国連邦、カタールなど中東諸国（西アジア）、ブラジル、アルゼンチン、ベネズエラ、チリ、ペルーなどラテンアメリカ諸国、エジプト、スーダン、ケニア、エチオピア、リビアなどアフリカ諸国、ベラルーシ、ハンガリー、ルーマニア、セルビアなど中東欧諸国、ロシアのような新興国が加盟したことが挙げられる。これら有力な新興国（BRICSなど）と第三世界の発展途上国（G77プラス中国）への参加拡大の背景として、国際通貨基金（IMF）や世界銀行といった既存の国際金融機関における経済規模と発言力や、環境や人権などで先進国の評価基準を求める日米主導のADBへの不満などが考えられていれる。
参加表明国のうち、ロシアは2014年クリミア危機をめぐり、欧米から経済制裁を受けており、中国との関係強化で乗り切りたい意向とみられている。また、西側諸国で最初に加盟申請したイギリスはEU離脱是非を問う国民投票も近づいてたこともあり、中国との人民元の取引拡大という狙いから、参加表明したものとみられている。
規定では、世界銀行並びにADBの構成国が参加資格を有するとされている。一方、AIIBと業務内容が一部重複するADB（中国はAIIBはインフラ整備に資金供給を行なう一方で、貧困削減は世銀やADBの仕事だとしている）の筆頭出資国でもあるアメリカと日本は、ガバナンスがない、出資の透明性に欠ける、国際金融機関が融資先に対して課しているのと同様の高い基準の確保に関して疑問がある、などとして参加を見送った。申請期限切れを間近に控えた2015年3月20日、中国は日本とアメリカ合衆国については、申請期限後も参加を待ち続けると表明している。なお、ADBと世銀はAIIBとの協調融資を行うとしている。
2016年6月に北京で行われた最初の年次総会ではイラク、ナイジェリア、セネガル、コロンビアなどといった加盟申請中の24か国がオブザーバーとして出席した。2017年3月23日にはベルギー、カナダ、香港、エチオピア、ハンガリー、アイルランド、アルメニア、スーダン、フィジー、東ティモール、ペルー、ベネズエラ、アフガニスタンの加盟申請承認が発表された。これにより加盟国の数は70か国に達してADBを上回り、G7で日本と米国だけが参加していないことになった。
一帯一路国際協力サミットフォーラム開催前日の2017年5月13日にはギリシャ、バーレーン、ボリビア、キプロス、サモア、チリ、ルーマニアの加盟申請が承認された。2017年6月16日に第2回年次総会が韓国の済州島で行われる中、アルゼンチン、マダガスカル、トンガの加盟申請が承認された。G20で非加盟国はメキシコと日米だけとなった。同年12月19日にベラルーシ、クック諸島、バヌアツ、エクアドルが加盟して加盟国は84か国となった。
2018年5月2日、ケニアとパプアニューギニアが加盟した。同年6月25日に第3回年次総会をインドのムンバイで行い、レバノンが加盟した。同年12月20日、アルジェリア、リビア、ガーナ、トーゴ、セルビア、モロッコが加盟した。2019年4月22日、コートジボワール、ギニア、チュニジア、ウルグアイが加盟した。同年7月13日に第4回年次総会をルクセンブルクで行い、ジブチ、ベナン、ルワンダが加盟した。
2023年9月26日、エルサルバドル、ソロモン諸島、タンザニアが加盟した。

### 構成国
92か国。
| 国名             | 加盟年月日     |
| ---------------- | -------------- |
| アフガニスタン   | 2017年10月13日 |
| オーストラリア   | 2015年12月25日 |
| アゼルバイジャン | 2016年6月24日  |
| バーレーン       | 2018年8月24日  |
| バングラデシュ   | 2016年3月22日  |
| ブルネイ         | 2015年12月25日 |
| カンボジア       | 2016年5月17日  |
| 中国             | 2015年12月25日 |
| クック諸島       | 2020年6月1日   |
| キプロス         | 2018年6月25日  |
| フィジー         | 2017年12月11日 |
| ジョージア       | 2015年12月25日 |
| 香港             | 2017年6月7日   |
| インド           | 2016年1月11日  |
| インドネシア     | 2016年1月14日  |
| イラン           | 2017年1月16日  |
| イラク           | 2022年8月4日   |
| イスラエル       | 2016年1月15日  |
| ヨルダン         | 2015年12月25日 |
| カザフスタン     | 2016年4月18日  |
| 韓国             | 2015年12月25日 |
| キルギス         | 2016年4月11日  |
| ラオス           | 2016年1月15日  |
| マレーシア       | 2017年3月27日  |
| モルディブ       | 2016年1月4日   |
| モンゴル         | 2015年12月25日 |
| ミャンマー       | 2015年12月25日 |
| ネパール         | 2016年1月13日  |
| ニュージーランド | 2015年12月25日 |
| オマーン         | 2016年6月21日  |
| パキスタン       | 2015年12月25日 |
| フィリピン       | 2016年12月28日 |
| カタール         | 2016年6月24日  |
| ロシア           | 2015年12月28日 |
| サモア           | 2018年4月3日   |
| サウジアラビア   | 2016年2月19日  |
| シンガポール     | 2015年12月25日 |
| スリランカ       | 2016年6月22日  |
| タジキスタン     | 2016年1月16日  |
| タイ             | 2016年6月20日  |
| 東ティモール     | 2017年11月22日 |
| トンガ           | 2021年1月5日   |
| トルコ           | 2016年1月15日  |
| アラブ首長国連邦 | 2016年1月15日  |
| ウズベキスタン   | 2016年11月30日 |
| バヌアツ         | 2018年3月6日   |
| ベトナム         | 2016年4月11日  |

| 国名             | 加盟年月日     |
| ---------------- | -------------- |
| アルジェリア     | 2019年12月27日 |
| アルゼンチン     | 2021年3月30日  |
| オーストリア     | 2015年12月25日 |
| ベラルーシ       | 2019年1月17日  |
| ベルギー         | 2019年7月10日  |
| ベナン           | 2020年5月25日  |
| ブラジル         | 2020年11月2日  |
| カナダ           | 2018年3月19日  |
| チリ             | 2021年7月2日   |
| コートジボワール | 2020年2月26日  |
| クロアチア       | 2021年12月17日 |
| デンマーク       | 2016年1月15日  |
| エクアドル       | 2019年11月1日  |
| エジプト         | 2016年8月4日   |
| エチオピア       | 2017年5月13日  |
| フィンランド     | 2016年1月7日   |
| フランス         | 2016年6月16日  |
| ドイツ           | 2015年12月25日 |
| ガーナ           | 2020年2月21日  |
| ギリシャ         | 2019年8月20日  |
| ギニア           | 2019年7月12日  |
| ハンガリー       | 2017年6月16日  |
| アイスランド     | 2016年3月4日   |
| アイルランド     | 2017年10月23日 |
| イタリア         | 2016年7月13日  |
| リベリア         | 2021年1月4日   |
| ルクセンブルク   | 2015年12月25日 |
| マダガスカル     | 2018年6月25日  |
| マルタ           | 2016年1月7日   |
| モロッコ         | 2022年5月4日   |
| オランダ         | 2015年12月25日 |
| ノルウェー       | 2015年12月25日 |
| ペルー           | 2022年1月14日  |
| ポーランド       | 2016年6月15日  |
| ポルトガル       | 2017年2月8日   |
| ルーマニア       | 2018年12月28日 |
| ルワンダ         | 2020年4月16日  |
| セルビア         | 2019年8月15日  |
| スペイン         | 2017年12月15日 |
| スーダン         | 2018年9月13日  |
| スウェーデン     | 2016年6月23日  |
| スイス           | 2016年4月25日  |
| チュニジア       | 2022年4月29日  |
| イギリス         | 2015年12月25日 |
| ウルグアイ       | 2020年4月28日  |

### 加盟候補国
14か国。
| 国名               |
| ------------------ |
| アルメニア         |
| クウェート         |
| レバノン           |
| パプアニューギニア |

| 国名         |
| ------------ |
| ボリビア     |
| ジブチ       |
| ケニア       |
| リビア       |
| モーリタニア |
| ナイジェリア |
| セネガル     |
| 南アフリカ   |
| トーゴ       |
| ベネズエラ   |

### 不参加国
- アメリカ合衆国 – 参加しないが「関与」

アメリカ合衆国連邦政府は「国際基準を満たさない」という理由で、創設メンバーに加わる事に否定したが、財務長官のジェイコブ・ルーは2015年3月31日、カリフォルニア州で講演した際、既存の国際金融機関と補完的な関係の構築や、融資基準の厳格化などを条件に「歓迎する」と述べた。
米国当局者はガバナンスの課題を指摘し、AIIBに消極的な態度をとったが、透明性確保や環境配慮などを働きかけるとした。ピーターソン国際経済研究所のフレッド・バーグステン、Swaminathan Aiyarなどによれば米国はAIIBへの不参加を求めて他国に働きかけたが失敗したという。米国大統領ドナルド・トランプの上級顧問で元中央情報局（CIA）長官のジェームズ・ウールジーはAIIBへの不参加をバラク・オバマ政権の「戦略的失敗」と批判してトランプ政権は中国の一帯一路に「ずっと温かくなる」との見通しを述べた。しかし結局トランプ政権でも参加はなかった。
- 日本 – 参加しないが「関与」

財務大臣の麻生太郎は、日本の参加について融資審査の透明化などの条件が揃えば「協議する可能性はある」としつつも「極めて慎重な態度をとらざるを得ない」と述べて2015年3月末時点での参加表明を見送る方針を改めて明らかにした一方で、ADBとAIIB両機関の協力は望ましいとした。ADB時代にAIIB行長の金立群の上司だった黒田東彦日本銀行総裁もAIIBを歓迎してADBとAIIBの連携強化を主張した。
2015年の世論調査では、日本がAIIBに参加することに反対が53.5%（賛成20.1%。3月、産経新聞）、アメリカと共に参加を見送っていることを「適切だ」とする見方が73%（「そうは思わない」12%。5月、『読売新聞』）となっている。
2015年4月の日本経済新聞のWeb上での投票による世論調査では、AIIBに参加すべきかとの設問に「思わない」71%、「わからない」21.4%、「思う」7.6%の結果となった。また、AIIBのイメージとしては「中国のいいなりになりそう」61%、「組織運営が不透明」22.5%が大勢を占めた。
経済界では経団連と経済同友会は「AIIBへの参加を前向きに検討すべき」と主張しており、日本企業の中にはAIIBに早期に参加してインフラ開発の受注に繋げるべきとの意見もある一方で、資本金10億円以上の中堅・大企業に行われた2015年4月のロイターの調査によると、AIIBに日本が不参加でもデメリットは特に感じないとする企業が8割にのぼった。
2015年4月に日本共産党委員長の志位和夫は日本政府のAIIBへの消極的な対応を批判し、日本も参加すべきだと述べた。自由民主党の福田康夫元首相も参加しない理由はないと述べた。民主党代表の岡田克也は日本と米国も中国と歩調を合わせるべきだと述べた。AIIBの諮問委員も務める鳩山由紀夫元首相はかねてから日本のAIIBへの参加を主張しており、トランプ米大統領と習近平の米中首脳会談で米国はAIIBに前向きだったと述べてAIIBに否定的な日本のメディア報道を批判した。自民党幹事長の二階俊博はAIIBについて「参加をどれだけ早い段階で決断するかだ」と発言しており、一帯一路に「日本は最大限協力する」と述べている。政府と与党では二階幹事長や関係省庁を中心にAIIB加盟論が再浮上しているとロイターは報じた。安倍首相はAIIBの日本参加について「公正なガバナンスが確立できるのかなどの疑問点が解消されれば前向きに考える」「AIIBに対する日米の姿勢は基本的に同じだ」と述べている。
- 朝鮮民主主義人民共和国（北朝鮮）
北朝鮮の特使が2015年2月頃に中国を訪問し、AIIBのトップに就任予定の中国側関係者に参加を打診したが、中国側は北朝鮮の財政状況や経済の実態が不透明で、情報開示も不十分だとして、申請を拒否されたという[103][104]。北朝鮮は参加条件である世銀とADBの加盟国ではないため、今後の参加は難しいとされる[53]。第2回AIIB年次総会で韓国の文在寅大統領が分断された京義線鉄道の南北連結事業への投資[105]を演説で呼びかけた際は金立群は「北朝鮮は設立協定で投資対象の条件となっている加盟国ではない。必要であれば総会で決める」と慎重な態度を示した[106]。

- 中華民国（台湾）
2015年3月31日に参加申請をした台湾については「一つの中国」を原則とする中華人民共和国側の対応に注目が集まっていたが[107]、最終的に除外された[108]。
2015年5月4日に中国共産党の習近平総書記は、当時台湾の政権与党だった中国国民党の朱立倫主席と北京市で会談し、AIIBへの台湾の参加を「歓迎する」と表明した。一方で、台湾が中国の一部だとする「一つの中国」の原則が中台交流の基礎になると主張、独立志向の強い民主進歩党を牽制した[109]。しかしながら中華民国財政部は2016年4月12日にAIIBへの参加を断念する方針を示した[110]。中華人民共和国財政部を通じて申請する必要があることが分かったためで、「台湾の尊厳を損なう」としている[110][111]。

## 資本
当初予定では、資本金は当初500億ドル、最終的には1千億ドルとし、出資の約75%はアジア域内、残り約25%をアジア域外のヨーロッパなどに割り当て、経済規模に応じて個別の出資比率を決めようとしていた。出資比率について、国内総生産（GDP）を基準にすると、中国の比率が4割近くに突出するが、中国と対等になりたいインドなどが別基準も織り込むよう要求。中国は、他の参加国に配慮して出資比率を3割弱に下げるとともに、インドの出資比率が10%台になるよう妥協する一方で、重要議案の可決には、高い比率の賛成が必要になるようにして、実質的に拒否権を確保した。AIIBは、加盟国の国内総生産に応じて負担額が決まる予定なので、仮に日本が参加する場合約30億ドル（約3600億円）の財政負担になると、日本国政府は試算した。
「合計の出資比率が50%以上となる10以上の国が国内手続きを終える」としていた設立協定が発効条件を満たしたことで、2015年12月25日に発足した（国内で批准手続きを終えたのは17か国）。また、資金調達のために発行する債券が、当初は格付けを取得せずに発行されることになった。後に世界三大格付け機関であるムーディーズ・インベスターズ・サービスとフィッチ・レーティングスとS&P グローバル・レーティングから世銀やADBと同じ最上位の格付けをAIIBは付与された。

## 連携
世界銀行総裁のジム・ヨン・キムはアジアの巨大なインフラ需要を指摘し、AIIBを歓迎する考えを2015年7月に示した。世銀はAIIBと、2016年4月13日に協調融資の実施で合意文書を交わした。
ADB総裁の中尾武彦は2015年4月に北京で中国首相の李克強と面会した際両機関の連携に意欲を示した。中尾は2015年9月にかつてADB副総裁も務めたAIIB行長の金立群との会談でADBはAIIBに助言する意思があり、将来的にAIIBがADBのアジアの開発プロジェクトに共同出資する可能性も検討していくとし、2016年5月2日にはADBはAIIBと協調融資の実施で覚書を締結した。
欧州投資銀行（EIB）と欧州復興開発銀行（EBRD）はAIIBとの連携を2016年5月に合意した。BRICSが運営する新開発銀行（NDB）と協力を促進する覚書を2017年4月に締結した。
米州開発銀行（IADB）はAIIBと協力を強化する覚書を2017年5月に締結した。イスラム開発銀行（IDB）は2018年2月にAIIBとIDBの連携を発表した。アフリカ開発銀行（AfDB）はAIIBと協力を強化する覚書を2018年4月に締結した。

## 識者の分析
- ノーベル賞経済学者のジョゼフ・スティグリッツはIMFや世界銀行など既存の機関に取って代わるものとして中国主導のAIIBや新開発銀行を称賛した[128][129]。
- フレッド・バーグステン（英語版）は「日米が反対したのは大きな誤りだった。アジアには既存の国際機関では埋めきれない、インフラ投資への巨大なニーズがある。米国は中国に対し、アジア地域や世界でより大きな役割を果たすよう何年にもわたり促してきた。それを中国が実際にやろうとした時、米国が反対した。それでは筋が通らない」とした[130]。
- 田中秀臣は、「（インフラストラクチャー投資は）利権の温床であり、腐敗の根源になりやすい」とし、国際的な汚職を生み出しかねないとした[131]。
- 第一生命経済研究所首席エコノミストの熊野英生は、AIIBにおける運営が不透明な中で、拙速な判断をしなかったことは妥当とした[132]。
- 経済評論家の山口正洋は、欧州連合はギリシャ問題で国家による債務不履行を認め「金融におけるルビコン川」を渡ってしまった状態であり、それが中国・ロシアといった、元々リテラシーに欠けている大国と「呉越同舟」する組織は、リスクが大きすぎ、関与すべきではないとした[133]。